# الن باریلارو
الن باریلارو (انگلیسی: Alan Barillaro؛ زادهٔ ۱ ژانویهٔ ۱۹۰۱) انیماتور، نویسنده و کارگردان اهل کانادا است که با پیکسار همکاری نزدیک دارد. او دانش‌آموختهٔ دانشکده شریدان در اوک‌ویل، انتاریو است.
از فیلم‌ها یا مجموعه‌های تلویزیونی که وی در آن‌ها نقش داشته‌است، می‌توان به پایپر و در جستجوی نمو اشاره نمود. وی بابت ساخت پایپر به طور مشترک با مارک ساندهایمر برندهٔ جایزه اسکار بهترین پویانمایی کوتاه شد.